# Miko Äijänen
Pour les articles homonymes, voir Äijänen.
Miko Äijänen, né le 18 juillet 1997 à Järvenpää, est un joueur professionnel de squash représentant la Finlande. Il atteint en janvier 2020 la 88e place mondiale sur le circuit international, son meilleur classement. Il est champion de Finlande en 2019 et 2021.
Son frère Jami Äijänen est également joueur de squash, champion de Finlande en 2018.

## Palmarès

### Titres
- Championnats de Finlande : 2 titres (2019, 2021)